# Monte (Musiktheorie)
Monte (auch Monte-Sequenz; italienisch monte ‚Berg‘) bezeichnet in der Musiktheorie eine zweigliedrige Sequenz, deren erstes Glied in der Tonart der IV. Stufe einer Dur- oder Molltonart schließt und deren zweites Glied eine Sekunde höher mit einem Halbschluss in dieser Haupttonart endet. Insbesondere in der europäischen Musik des 18. Jahrhunderts ist dieses Satzmodell von Bedeutung.
Der Ursprung des Begriffs ist in den Anfangsgründe[n] der musicalischen Setzkunst (1752–1786) von Joseph Riepel zu finden: Im zweiten Band (Grundregeln zur Tonordnung insgemein) dieses in Dialogform verfassten Traktates nennt der Lehrer dem Schüler mit Monte, Fonte und Ponte drei Möglichkeiten, den Beginn des zweiten Teils eines Menuetts (entspricht häufig den Takten 9–12) zu gestalten. Wie die meisten seiner Notenbeispiele, besteht auch Riepels erstes Beispiel für ein Monte nur aus einer Melodie; zur Veranschaulichung der impliziten Harmonik ist den relevanten Takten im Folgenden eine Bassstimme hinzugesetzt.
Riepels Menuett steht in C-Dur. In T. 9 wird durch das b die IV. Stufe dieser Tonart (f) tonikalisiert; in Takt 11 durch das fis deren V. Stufe (g). Riepel selbst kommentiert lakonisch: „Das erste [Beispiel], wobey Monte stehet, fängt [...] mit einem Schusterfleck an, welcher aber doch ein wenig varirt ist.“